# Rodan z Lorrha
Rodan (Ruadan, Ruodan), opat z Lorrha (zm. ok. 584) – założyciel  i opat klasztoru w Lorrha, jeden z dwunastu apostołów Irlandii, święty Kościoła katolickiego.
Jego wspomnienie liturgiczne obchodzone jest 15 kwietnia za irl. Martyrologium.